# Црква Вазнесења Господњег у Мачевићу
Црква Вазнесења Господњег је православна црква у месту Мачевић, жупанија Караш-Северин, Румунија. Припада Епархији темишварској Српске православне цркве.

## Историја
Место за цркву је одређено 1800. године, а скромна богомоља, кућа-капела у реду са сеоским домаћинствима је подигнута 1856. године. Олтарска преграда је била зидана, на њој је било неколико икона сликара Аксентија Маришеска из Беле Цркве, док је засебно стајао ниски звоник. У том облику капела се задржала до седамдесетих година 20. века. Над западним делом капеле је 1969. подигнут торањ квадратног пресека. Општа реконструкција је извршена 1982. године, када је црква продужена за око 7 метара према истоку. Дозидана је нова полукружна олтарска апсида, зидови су повишени а унутрашњост засвођена даскама. Тада је Жива Марковић направио иконостас столарске израде, а иконе је декоративно сликао аматер Никола Шух из Биледа, док је иконе са свода над солејем сликао прота Драгутин Остојић из Кетфеља. У торњу су смештена два звона. Црквене књиге су већином из 18. и 19. века.

## Иконостас
Од иконостаса су приказане на царским дверима Благовести, на бочним архангел Михаил, односно архиђакон Стефан, престоне иконе Свети Никола, Богородица, Спаситељ и Претеча, празничне иконе Рођење, Крштење, Васкрсење и Вазнесење Христово, Силазак Светог Духа и Преображење, централна икона Света Тројица и у луку тематски склоп Распећа.